# فولدرین
فولدرین (انگلیسی: Pholedrine) که با نام‌های پاردرینول (Paredrinol), پولسوتیل (Pulsotyl) و وریتول (Veritol) نیز شناخته می‌شود، نوعی دارو است که دستگاه عصبی سمپاتیک را تحریک می‌کند. این دارو به صورت قطره چشمی برای گشاد کردن مردمک به کار می‌رود و می‌توان از آن برای تشخیص سندرم هورنر بهره برد.